# Iwan Jurjewitsch Moskwitin
Iwan Jurjewitsch Moskwitin (russisch Иван Юрьевич Москвитин; † nach 1647) war ein russischer Entdecker und Forscher des 17. Jahrhunderts.

## Leben
Moskwitin stammte vermutlich aus Moskau. Im Auftrag  Dmitri Kopylows begab sich Moskwitin 1635–1638 an den Fluss Aldan und gründete dort den Ostrog Butalski.
Moskwitin entdeckte das Ochotskische Meer, die Schantarinseln und den Sachalin-Golf und war der erste Russe, der den Pazifik erreichte. Von 1639 bis 1641 erkundete er mit Kopylows Kosaken-Kommando die russische Küste, nachdem er den Fluss Ulja hinabgefahren war. Die dabei errichtete Wintersiedlung war die Keimzelle des heutigen Ochotsk. 1645 ging er zusammen mit Kopylow nach Moskau, wo er großzügig belohnt wurde. Im Rang eines Kosaken-Atamans kehrte er 1647 nach Tomsk zurück.
In der Antarktis sind die Nunataki Moskvitina nach ihm benannt.

## Weblink
- Iwan Moskwitin (Memento vom 22. Dezember 2012 im Webarchiv archive.today) auf slovari.yandex.ru (russisch)